# Pixie Lott

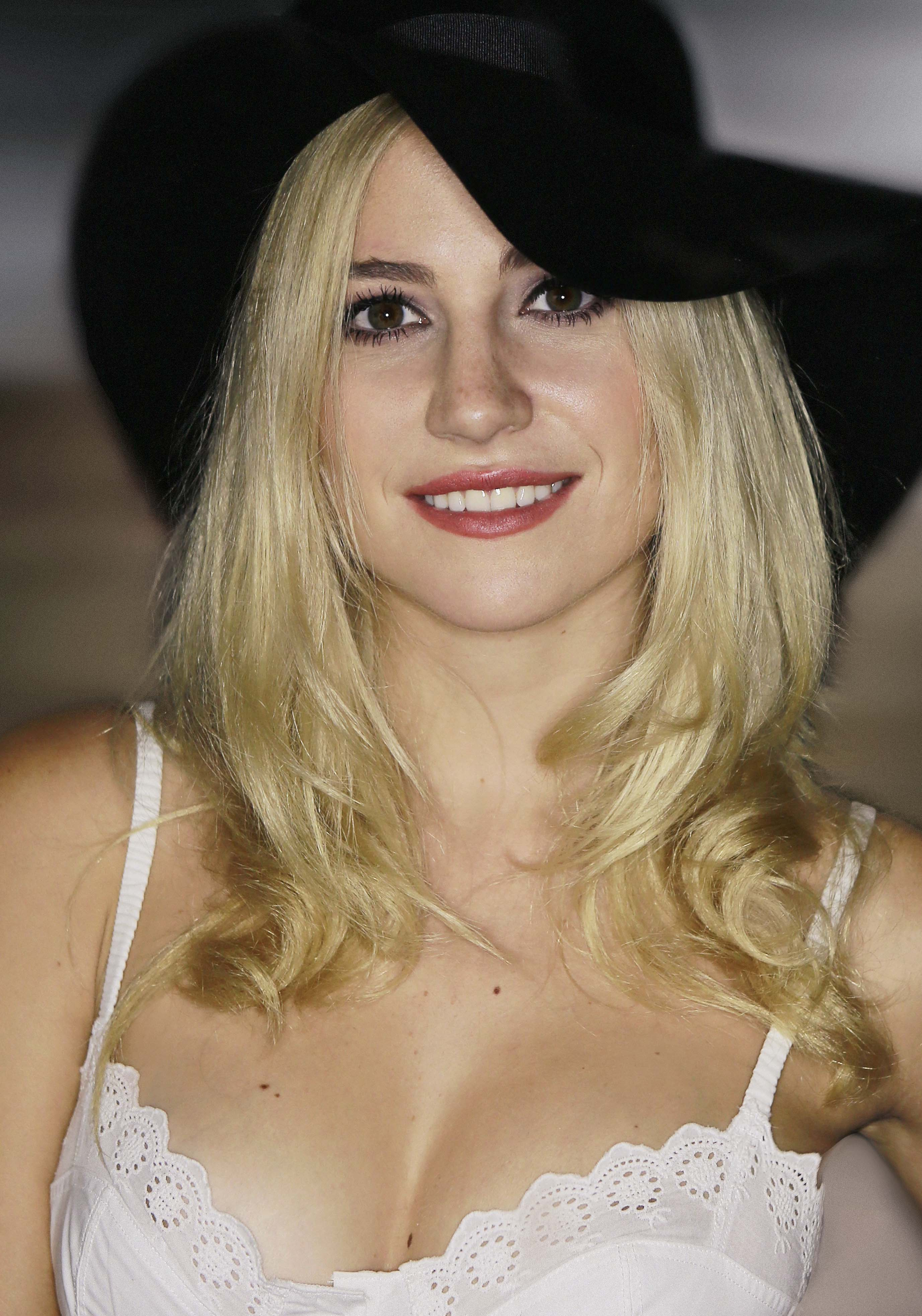
Pixie Lott (2014)

Victoria Louise „Pixie“ Lott (* 12. Januar 1991 in Bromley, London, England) ist eine britische Pop-/Soulsängerin, Songwriterin und Schauspielerin.

## Privates

### Kindheit
Victoria „Pixie“ Lott wurde in Bromley, einem Stadtteil im Südosten Londons, geboren. Ihre Mutter gab ihr den Spitznamen Pixie, weil sie „so ein kleines, süßes Baby war, das wie eine Fee aussah“. Sie begann mit dem Singen in ihrer Kirchenschule. Im Alter von fünf Jahren besuchte sie die Italia Conti Associates Saturday School in Chislehurst. Später erhielt sie ein Stipendium an der Italia Conti Academy of Theatre Arts. Während ihrer Schauspielausbildung war sie in London in der Musicalproduktion Chitty Chitty Bang Bang und der BBC-Fernsehproduktion A Celebration to the Sound of Music zu sehen, in welcher sie die Louisa von Trapp verkörperte. Mit 13 Jahren zog sie mit ihrer Familie nach Brentwood. Obwohl sie wegen der Aufnahmen zu ihrem Album einen Teil des Unterrichts verpasste, erreichte sie Spitzennoten in ihrem GCSE.

### Erwachsene
Seit 2010 ist Pixie Lott mit dem britischen Model Oliver Cheshire liiert, 2016 verlobte sich das Paar. Am 6. Juni 2022 erfolgte die Trauung in der Kathedrale von Ely, nachdem die Hochzeit wegen der COVID-19-Pandemie mehrfach verschoben werden musste. Im November 2023 wurde der erste gemeinsame Sohn geboren.

## Musikkarriere

### 2009–2010:Turn It Up

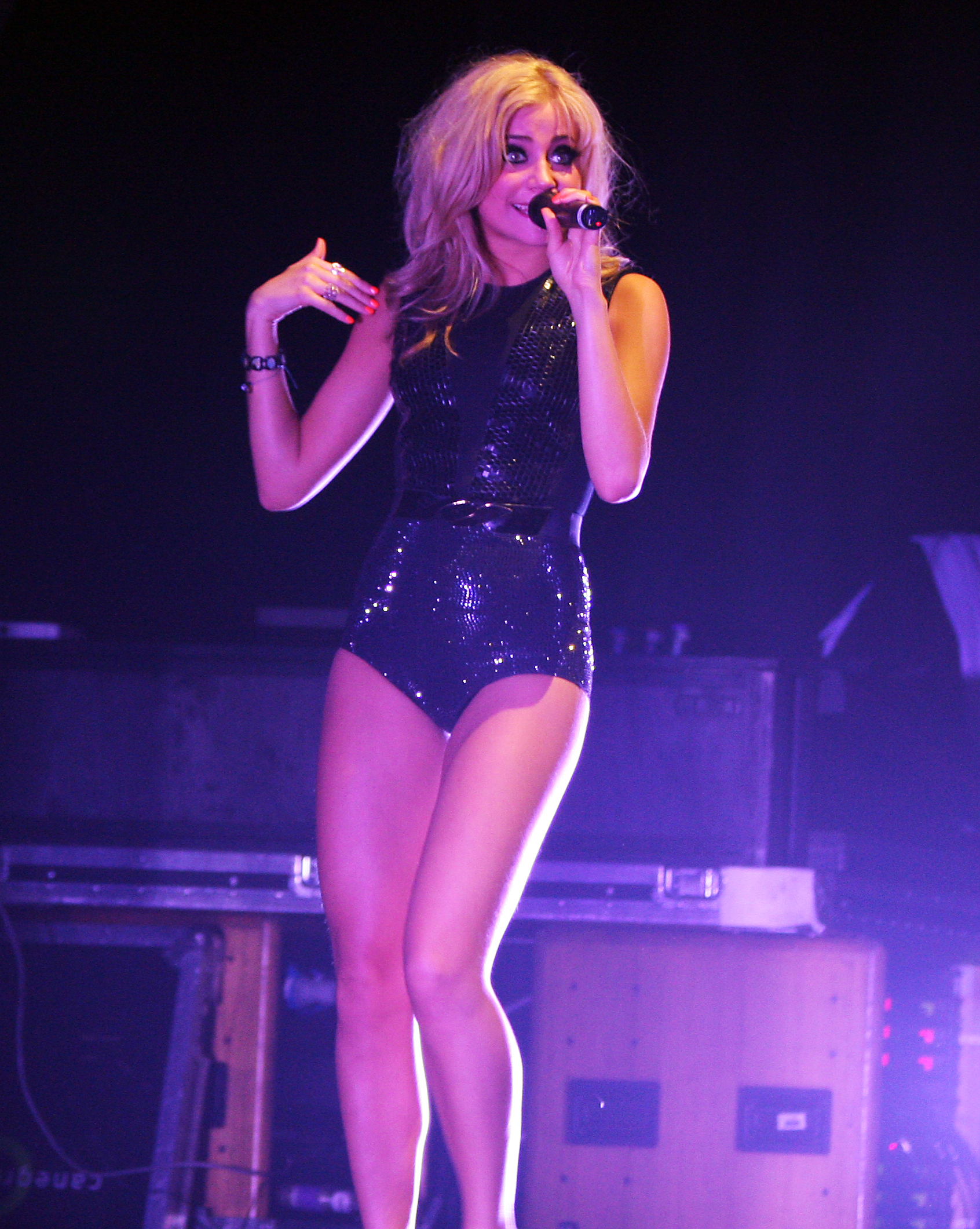
Pixie Lott bei einem Auftritt (2009)

Als Pixie Lott 15 Jahre alt war, nahm sie der Musikproduzent L.A. Reid für die Plattenfirma Island Def Jam Music Group unter Vertrag. Bei deren Tochtergesellschaft Mercury Records erschien am 8. Juni 2009 ihre Debütsingle Mama Do (Uh Oh, Uh Oh), welche auf Anhieb auf Platz eins der britischen Charts landete. Die Single wurde von der British Phonographic Industry mit Silber ausgezeichnet, nachdem sie über 200.000 mal verkauft wurde. Die Single hatte auch außerhalb Großbritanniens Erfolg. Sie erreichte in elf Ländern die Top 40, in Frankreich und Dänemark sogar die Top 10. Mitte September erreichte auch ihre zweite Single Boys and Girls die Spitzenposition, nachdem sie sich ebenfalls über 50.000 mal verkaufte. Außerdem wurde Boys and Girls am 24. August 2010 in den USA als ihre Debütsingle veröffentlicht.
Am 14. September 2009 wurde ihr Debütalbum Turn It Up veröffentlicht. Das Album stieg auf Platz 6 in den UK Album Charts ein und wurde mit über 600.000 verkauften Einheiten mit Doppel-Platin ausgezeichnet. Als dritte Single wurde Cry Me Out veröffentlicht, welches am 23. November 2009 erschien und auf Platz 12 im Vereinigten Königreich landete. Der Song Gravity, die vierte Single, wurde in England am 8. März 2010 veröffentlicht und erreichte dort Platz 20. Am 7. Juli 2010 veröffentlichte sie als fünfte Single Turn It Up, welche Platz 11 in Großbritannien erreichte.
Am 18. Oktober 2010 wurde das Album mit neuen Tracks unter dem Namen Turn It Up Louder erneut veröffentlicht. Aus diesem Album erschien eine weitere Single mit dem Namen Broken Arrows, welche Platz 12 erreichte.
Außerdem ist eine Veröffentlichung ihres Debütalbums mit einer veränderten Songliste in den USA geplant. Auf dem Album werden sich neben der Single Broken Arrow auch Duette mit Jason Derulo und Joe Jonas sowie drei Song in Zusammenarbeit mit den britischen Songschreibern Chris Braide und Cathy Dennis befinden.
Am 19. September 2009 veröffentlichte die für wohltätige Zwecke gegründete Band Young Soul Rebels, von der Pixie Lott ein Teil war, den Song I Got Soul. Dieser erreichte Platz 10 in Großbritannien.
Pixie Lott schrieb den Song You Broke My Heart für Alexandra Burkes Debütalbum Overcome sowie den Song Happy Alone für Girls Can’t Catch. Das Lied The Way the World Works war in der Serie Private Practice zu hören. Pixie Lott wurde bei den MTV Europe Music Awards 2009 mit zwei Awards ausgezeichnet. Zudem wurde sie 2010 bei den BRIT Awards dreimal nominiert. Bei Rihannas Last Girl on Earth Tour trat sie in Großbritannien im Vorprogramm auf. Sie erhielt die Rolle der Judy in dem Film Fred: The Movie, welche in Amerika auf Nickelodeon veröffentlicht wurde. Außerdem steuerte sie zu dem Soundtrack des 2010 erschienenen Filmes StreetDance 3D den Song Live For The Moment bei.

### 2011–2012:Young Foolish Happy
Im April 2011 verriet Pixie Lott in einem Interview mit Digitalspy, dass sie an einem neuen Album arbeiten würde. Sie kündigte eine Vielzahl von Kollaborationen mit sehr bekannten Künstlern an sowie Musik, die „immer noch Popmusik, aber etwas souliger“ sei. Ihr zweites Studioalbum mit dem Namen Young Foolish Happy erschien in Großbritannien am 14. November 2011. Es enthält unter anderem Duette mit Stevie Wonder und John Legend.
Die erste Single mit dem Namen All About Tonight wurde am 4. September 2011 veröffentlicht und erreichte sofort Platz eins der britischen Charts. Es ist damit die dritte Nummer-1-Single von Pixie Lott. Als zweite Single folgte der Song What Do You Take Me For?, eine Zusammenarbeit mit dem US-amerikanischen Rapper Pusha T. Der Song erschien am 4. November 2011 digital und erreichte Platz 10 in Großbritannien. Als dritte Single wurde der Song Kiss the Stars, ebenfalls nur digital, veröffentlicht. Am 27. Februar 2012 erschien der Song Bright Lights, eine Zusammenarbeit mit dem Rapper Tinchy Stryder. Auf ihrem Album befindet sich eine andere Version dieses Songs mit dem Namen Bright Lights (Good Life) Part II. Beim Finale des Mannschaftsmehrkampfs im Gerätturnen der Männer am 30. Juli 2012 bei den Olympischen Spielen trat Pixie Lott mit Kiss the Stars und Use Somebody auf.

### 2012–2015:Pixie Lott

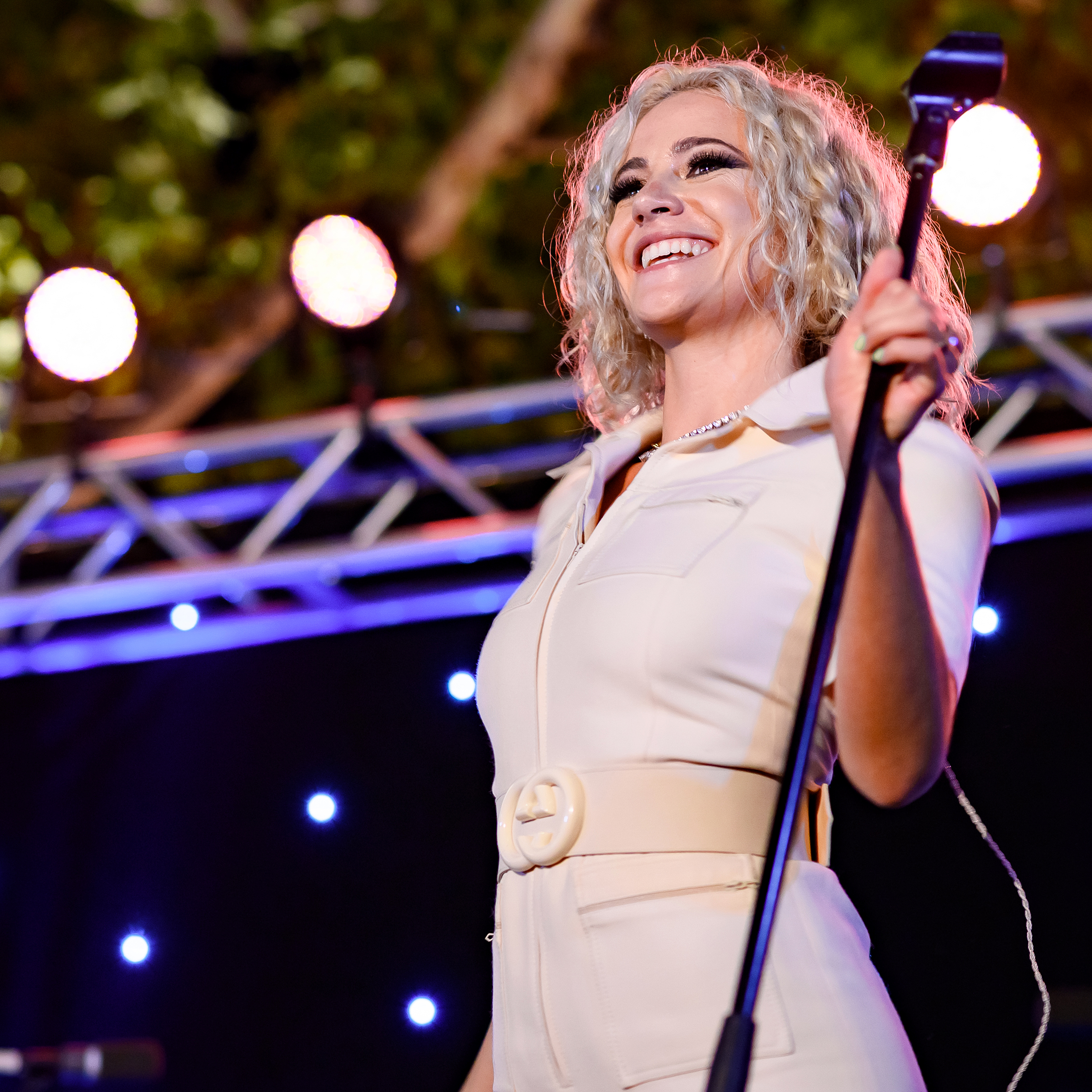
Pixie Lott bei einem Auftritt in Los Angeles (2019)

Im Juni 2012 kündigte Pixie Lott an, mit den Aufnahmen für ihr drittes Studio-Album begonnen zu haben. Einstweilen veröffentlichte sie auf YouTube aber nur Cover-Songs, unter anderem von Wake Me Up oder Royals. Im März 2014 war Pixie Lott Teil der Künstlergruppe, die den englischen WM-Song für die Fußball-Weltmeisterschaft 2014 erstellte. Schließlich veröffentlichte sie ebenfalls im März mit Nasty die Lead-Single ihres neuen Albums, dem sie den Titel Pixie Lott gab. Das Lied stieg auf Platz 9 der britischen Charts ein und wurde damit zur sechsten Top-Ten-Single von Pixie Lott. Das Album selbst wurde am 1. August 2014 veröffentlicht. Im Herbst 2014 nahm Pixie Lott mit Trent Whiddon als Partner an der zwölften Staffel der britischen TV-Sendung Strictly Come Dancing teil, schied trotz guter Leistungen aber im Viertelfinale aus. Danach veröffentlichte sie im Oktober 2014 mit Platinum Pixie: Hits ein erstes Greatest-Hits-Album, auf dem sich auch eine Coverversion von Caravan of Love befand.

### 2016–heute: TV- und Theaterrollen undEncino
Ab 2016 betätigte Pixie Lott sich auch als Schauspielerin. So war sie von Juni bis September 2016 als die Hauptfigur Holly Golightly in einer Bühnenversion von Frühstück bei Tiffany im Londoner Theatre Royal Haymarket zu sehen. Von Juni 2017 bis zu der Absetzung 2023 war sie neben will.i.am und Danny Jones einer der Coaches bei The Voice Kids UK. 2017, 2018, 2020 und 2022 gewannen jeweils Teilnehmer oder Teilnehmerinnen aus ihrem Team. Zudem hatte sie eine Rolle in einer Episode der Fernsehserie McDonald & Dodds (2020) und spielte in dem Kurzfilm Fineline (2019). Im September 2024 erschien ihr viertes Studioalbum Encino, dem die Singles Somebody's Daughter, Midnight Trash und Show You Love vorausgegangen waren.

## Diskografie
Studioalben

| Jahr | Titel               | Höchstplatzierung, Gesamtwochen, AuszeichnungChartplatzierungen (Jahr, Titel, Platzierungen, Wochen, Auszeichnungen, Anmerkungen) | Höchstplatzierung, Gesamtwochen, AuszeichnungChartplatzierungen (Jahr, Titel, Platzierungen, Wochen, Auszeichnungen, Anmerkungen) | Höchstplatzierung, Gesamtwochen, AuszeichnungChartplatzierungen (Jahr, Titel, Platzierungen, Wochen, Auszeichnungen, Anmerkungen) | Höchstplatzierung, Gesamtwochen, AuszeichnungChartplatzierungen (Jahr, Titel, Platzierungen, Wochen, Auszeichnungen, Anmerkungen) | Anmerkungen                              |
| Jahr | Titel               | DE | AT | CH | UK | Anmerkungen                              |
| ---- | ------------------- | --- | --- | --- | --- | ---------------------------------------- |
| 2009 | Turn It Up          | DE81 (1 Wo.)DE | AT73 (1 Wo.)AT | CH49 (4 Wo.)CH | UK6 ×3Dreifachplatin · (97 Wo.)UK                                                                                                 | Erstveröffentlichung: 11. September 2009 |
| 2011 | Young Foolish Happy | — | — | — | UK18 Gold · (15 Wo.)UK | Erstveröffentlichung: 4. November 2011   |
| 2014 | Pixie Lott          | — | — | — | UK15 (2 Wo.)UK | Erstveröffentlichung: 4. August 2014     |

## Auszeichnungen
- 2009: Bester britischer Act bei den MTV Europe Music Awards
- 2009: Bester Push-Künstler bei den MTV Europe Music Awards